# Salmson 3
Salmson 3 – francuski jednomiejscowy samolot myśliwski w układzie dwupłatu z końcowego okresu I wojny światowej, zaprojektowany i zbudowany w wytwórni Société des Moteurs Salmson w Boulogne-Billancourt. Wyprodukowana w jednym egzemplarzu maszyna nie trafiła do produkcji seryjnej, przegrywając rywalizację z myśliwcem SPAD S.XIII.

## Historia

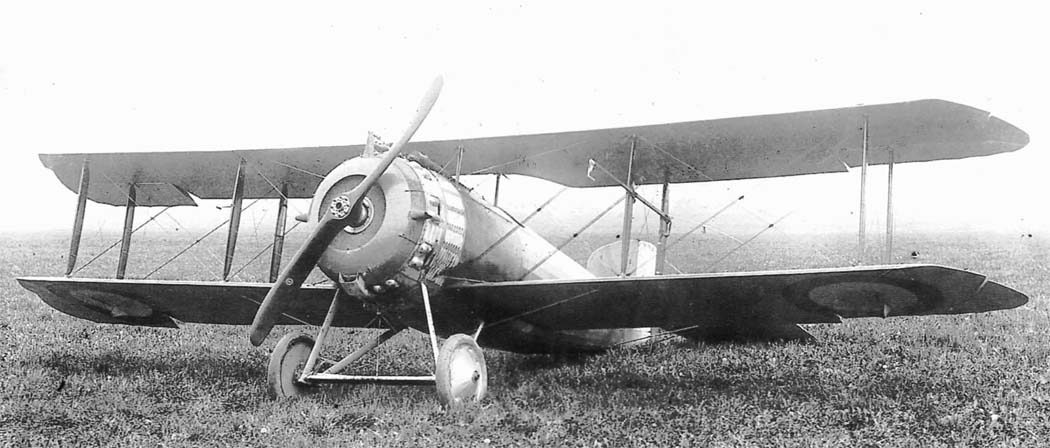
Prototyp myśliwca Salmson 3

Jesienią 1917 roku w wytwórni Société des Moteurs Salmson w Boulogne-Billancourt zaprojektowano jednomiejscowy samolot myśliwski napędzany chłodzonym cieczą silnikiem gwiazdowym Salmson 9Za o mocy 169 kW (230 KM), zastosowanym uprzednio w udanym dwumiejscowym samolocie rozpoznawczym Salmson 2. Dwupłatowy samolot miał konstrukcję głównie drewnianą, ze szkieletem kadłuba składającym się z czterech stalowych podłużnic i rur stalowych w części ogonowej, krytym płótnem, o jednakowej rozpiętości skrzydeł, ze sterami o dużej powierzchni. Instalacja paliwowa i olejowa była identyczna, jak zastosowana w Salmsonie 2.
Prototyp samolotu Salmson 3 został oblatany 2 maja 1918 roku na lotnisku w Vélizy-Villacoublay przez pilota doświadczalnego o nazwisku Barbot. W swoim raporcie z przebiegu prób w locie opisał widoczność z kabiny jako słabą we wszystkich kierunkach, ze względu na niskie osadzenie fotela pilota i umieszczenie kokpitu między skrzydłami; samolot miał dobrą stabilność w locie, dużą prędkość wznoszenia i dobrą zwrotność, jednak wymagał od pilota przykładania dużych sił na stery, przez co lot był męczący. Inną niedogodnością był brak dostępu w locie do karabinów maszynowych, więc w raporcie zawarta była sugestia cofnięcia ich o 15 cm. W późniejszym czasie prototyp Salmsona 3 został wyposażony w ulepszony silnik Salmson 9Zm o mocy 191 kW (260 KM), jednak nie spowodowało to znaczącej poprawy osiągów. Salmson 3 stanął do rywalizacji w ogłoszonym w 1918 roku przez Aéronautique Militaire konkursie na jednomiejscowy myśliwiec klasy C1 wraz ze SPADem S.XIII, który mimo minimalnie mniejszej prędkości maksymalnej w locie poziomym miał znacznie lepszą prędkość wznoszenia. W rezultacie samolot nie został skierowany do produkcji seryjnej, pozostając na etapie prototypu.

## Opis konstrukcji i dane techniczne
Salmson 3 był jednosilnikowym, jednomiejscowym dwupłatem myśliwskim o konstrukcji przeważnie drewnianej. Rozpiętość skrzydeł wynosiła 9,85 metra, zaś powierzchnia nośna 23,94 m². Długość samolotu wynosiła 6,4 metra, a jego wysokość 2,48 metra. Masa własna wynosiła 697 kg, zaś masa całkowita (startowa) 1027 kg. Współczynnik obciążenia niszczącego miał wartość 8.
Napęd stanowił chłodzony cieczą 9-cylindrowy silnik gwiazdowy Salmson 9Zm o mocy 191 kW (260 KM), napędzający śmigło ciągnące Ratmanoff CUH. Prędkość maksymalna na wysokości 2000 metrów wynosiła 215 km/h (207 km/h na wysokości 4000 metrów, 202 km/h na wysokości 5000 metrów i 190 km/h na wysokości 6000 metrów). Maszyna osiągała wysokość 1000 metrów w czasie 2 minut 44 sekund, 2000 metrów w czasie 5 minut 26 sekund, 4000 metrów w 13 minut 29 sekund, 5000 metrów w 21 minut, zaś na osiągnięcie 6000 metrów samolot potrzebował 34 minut 6 sekund. Pułap maksymalny wynosił 7000 metrów, zaś zasięg 350 km.
Uzbrojenie składało się z dwóch zsynchronizowanych stałych karabinów maszynowych Vickers kalibru 7,7 mm.